# 比较器
比较器是通过比较两个输入端的电流或电压的大小，在输出端输出不同电压结果的电子元件。比较器常被用于類比數位转换电路中。

## 输入电压范围
由于生产商不同，比较器正常工作时有不同的输入电压范围。例如早期的LM111系列和某些高速比较器如LM119系列的额定输入电压需要远小于供电电压（例如供电36V时输入电压范围为±15V）。而轨至轨比较器只要求输入电压不大于供电电压。使用双电压供电（±V）时有：
{\displaystyle V_{S-}\leq V_{+},V_{-}\leq V_{S+}}
使用单电压供电（+V，GND）时有：
{\displaystyle 0\leq V_{+},V_{-}\leq V_{cc}}
某些型号（如LM139系列）的比较器在输入端带有PNP晶体管，这些比较器的输入电压可以低于供电电压最低值0.3V，但不能高于供电电压最大值。 LMH7322之类的超高速比较器的输入电压可以略高于（低于）工作电压的极大极小值（可以超过0.2V），这也被称作“超电源摆幅”。比较器的输入电压范围一般取决于供电电压范围。

## 运算放电压比较器

简单的运放比较器

运算放大器采用差分输入，而且具有较高增益，这与比较器的特性相似，所以在实际应用中可以作为低性能比较器使用。
理论上一个开环组态（无负反馈）的运放可以发挥低端比较器的作用。当正相输入端（V+）的电压高于反相输入端（V-）时，由于运放较高的开环增益，在输出端输出一个正向饱和电压+Usat。当反相输入端（V-）的电压高于正相输入端（V+）时，在输出端输出一个反向饱和电压-Usat。而对工作在线性段负反馈组态、由分离电压供电（±V）的运放而言，其传递函数可写作：{\displaystyle V_{out}=A_{o}(V_{1}-V_{2})}，这与非线性无负反馈的比较器不同。
实践中，与使用专用比较器相比使用运放比较器有以下缺点：
1. 运放被设计为工作在有负反馈的线性段，因此饱和的运放一般有较慢的翻转速度。大多数运放中都带有一个用于限制高频信号下压摆率的补偿电容。这使得运放比较器一般存在微秒级的传播延迟，与之相比专用比较器的翻转速度在纳秒量级。
2. 运放没有内置迟滞电路，需要专门的外部网络以延迟输入信号。
3. 运放的静态工作点电流只有在负反馈条件下保持稳定。当输入电压不等时将出现直流偏置。
4. 比较器的作用为产生输入信号，使用运放比较器时需要考虑与数字电路接口的兼容性。
5. 多节运放的不同频率间可能产生干扰。
6. 许多运放的输入端有反向串联的二极管。运放两极的输入一般是相同的，这不会造成问题。但比较器的两极需要接入不同的电压，这就可能导致意想不到的二极管的击穿。

## 专用电压比较芯片

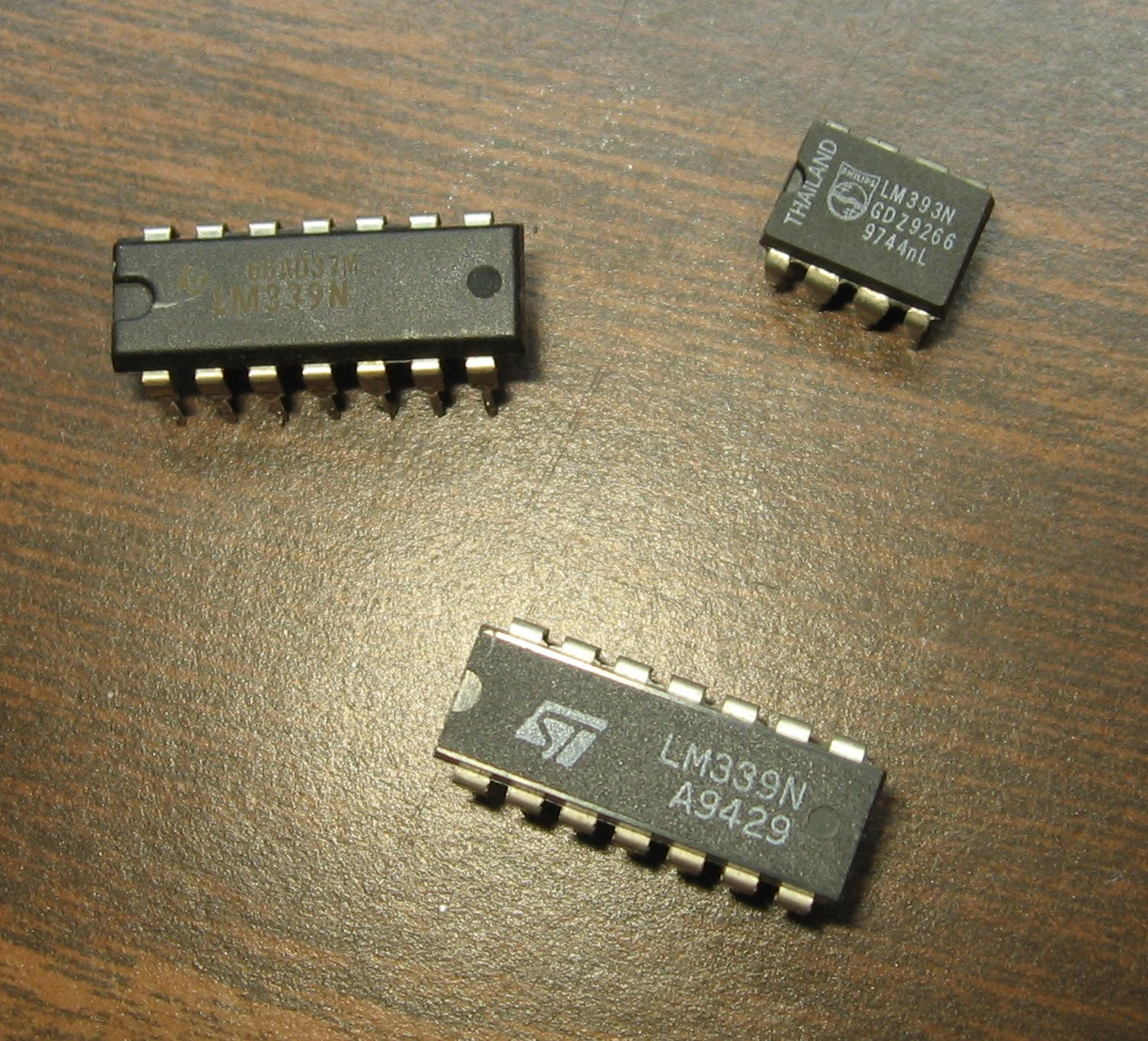
一些电压比较芯片

一般而言，专用电压比较芯片用作比较器比通用的运放速度快。许多专用比较器还集成有内置标准参考电压、可调延迟和时钟脉冲门控输入等功能。
专用电压比较芯片（如LM339）被设计为可以与数字逻辑电路（TTL或CMOS）的接口相连，输出端是用来表征真实信号的二进制数据。

## 关键参数
比较器都是用于两个电压的比较，但在实际使用中还要考虑一些技术参数：

### 速度与功率
比较器的速度与消耗功率直接相关。高速比较器的晶体管有较大的纵横比，因此也需要消耗更多功率。在实际应用中，一般根据具体需求选择比较器。例如UCSP封装或DFN或SC70封装的比较器如MAX9027 （页面存档备份，存于）、LTC1540 Portuguese Web Archive的存檔，存档日期2016-05-15、LPV7215、MAX9060 （页面存档备份，存于）和MCP6541 （页面存档备份，存于）适用于低功耗的便携设备。而用于构建高速时钟信号的弛张振荡器一般使用纳秒级延迟的ADCMP572 （页面存档备份，存于） （CML输出）、LMH7220 （LVDS 输出）、MAX999 （页面存档备份，存于） （CMOS output / TTL 输出）、LT1719 Archive.today的存檔，存档日期2013-01-27 （CMOS 输出/ TTL 输出）、MAX9010 （页面存档备份，存于） （TTL 输出）和MAX9601 （页面存档备份，存于） （PECL 输出）等高速比较器。

### 内置参考电压
比较器一般被用于输入电压与给定参考电压的比较。大多数厂商都在生产的芯片中集成了参考值。将参考电压集成在芯片上的设计可以节省空间，同时电流还小于外接参考电压的比较器。 带有参考电压的芯片包括：MAX9062 （页面存档备份，存于）（参考电压200 mV ）、LT6700 Portuguese Web Archive的存檔，存档日期2016-05-15（参考电压400 mV）、ADCMP350 （页面存档备份，存于）（参考电压600mV）、MAX9025 （页面存档备份，存于）（参考电压1.236V）、MAX9040 （页面存档备份，存于）（参考电压2.048V）、TLV3012 （页面存档备份，存于）（参考电压1.24V）和TSM109 （页面存档备份，存于）（参考电压2.5V）。

### 时间连续与鐘控

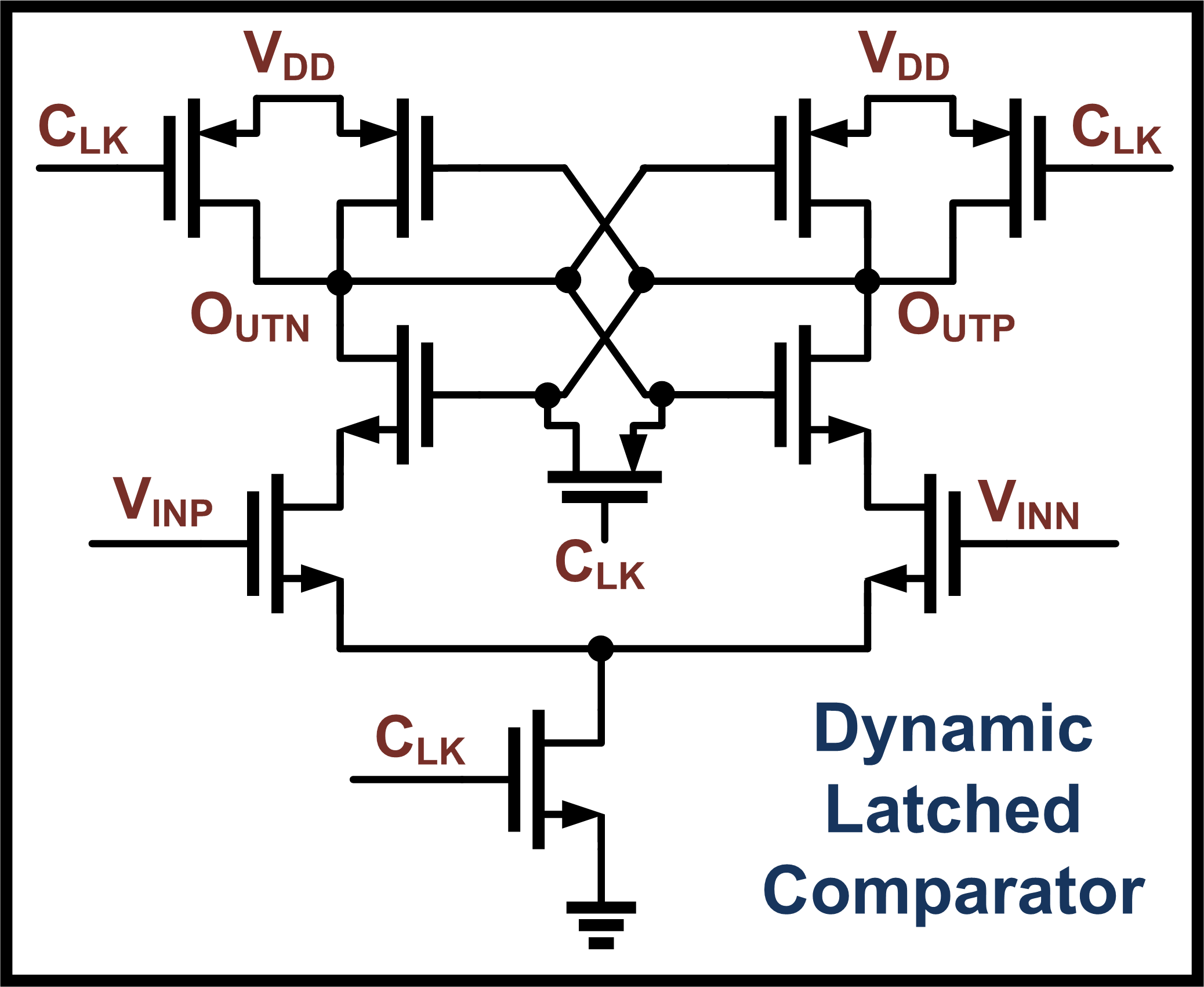
低功耗CMOS鐘控比较器

时间连续比较器持续不断地根据输入的信号输出“0”或“1”的结果，且随着输入信号的改变迅速改变。但是许多实际设计如数模转换和内存中只需要在指定的情况下输出。通过时钟控制或时钟触发方式让比较器按照固定的时间间隔工作，可以使比较器达到更高的精度同时消耗更低功率。当时钟处于高电平时，比较器处于时钟再生模式，对输入信号进行处理，给出强信号；当时钟位于低电平时，比较器进入复位模式。  
这与没有复位模式，只能一直给出弱信号的时间连续比较器相反。

## 应用

### 过零比较器
过零比较器被用于检测一个输入值是否是零。原理是利用比较器对两个输入电压进行比较。两个输入电压一个是参考电压Vr，一个是待测电压Vu。一般Vr从正相输入端接入，Vu从反相输入端接入。根据比较输入电压的结果输出正向或反向饱和电压。当参考电压已知时就可以得出待测电压的测量结果，参考电压为零时即为过零比较器。
用比较器构造的过零比较器存在一定的测量误差。当两个输入端的电压差与开环放大倍数之积小于输出阈值时探测器都会给出零值。例如，开环放大倍数为106，输出阈值为6v时若两输入级电压差小于6微伏探测器输出零。这也可以被认为是测量的不确定度。

### 弛张振荡器
比较器可以用于构造弛张振荡器，其中同时应用到了正反馈和负反馈。正反馈是一个施密特触发器，这样组成了一个多谐振荡器。而RC电路在其中增加了负反馈，导致电路开始自发振荡，使整个电路从锁存器变成了弛张振荡器。

### 电平转换器
使用漏极开路的比较器（例如LM393、 TLV3011 （页面存档备份，存于）和MAX9028 （页面存档备份，存于））可以构造电平转换器，用于改变信号电压。选择适当的上拉电压可以灵活地选择转换的电压值。例如使用MAX972 （页面存档备份，存于）比较器可以把±5V的信号转换成3V信号。

### 模数转换器
比较器的作用是比较一个输入信号是否高于某一给定值，因此可以将输入的模拟信号转成二进制的数字信号。包括ΔΣ调制在内的几乎所有的数模转换器都含有比较器，用于对输入的模拟信号进行量化。